# Olympische Sommerspiele 2020/Teilnehmer (Finnland)
| Gelbes Symbol für Goldmedaillen mit stilisierten Olympischen Ringen | Graues Symbol für Silbermedaillen mit stilisierten Olympischen Ringen | Braundes Symbol für Bronzemedaillen mit stilisierten Olympischen Ringen |
| ------------------------------------------------------------------- | --------------------------------------------------------------------- | ----------------------------------------------------------------------- |
| —                                                                   | —                                                                     | 2                                                                       |

Finnland nahm an den Olympischen Spielen 2020 in Tokio mit 45 Sportlern in elf Sportarten teil. Es war die insgesamt 26. Teilnahme an Olympischen Sommerspielen.

## Medaillen

### Medaillenspiegel
| Rang   | Sportart  | Gold | Silber | Bronze | Gesamt |
| ------ | --------- | ---- | ------ | ------ | ------ |
| 1      | Boxen     | –    | –      | 1      | 1      |
| 1      | Schwimmen | –    | –      | 1      | 1      |
| Gesamt | Gesamt    | 0    | 0      | 2      | 2      |

### Medaillengewinner
| Name/n         | Sportart  | Wettkampf     |
| -------------- | --------- | ------------- |
| Bronze         |           |               |
| Matti Mattsson | Schwimmen | 200 m Brust   |
| Mira Potkonen  | Boxen     | Leichtgewicht |

## Teilnehmer nach Sportarten

### Badminton
| Athleten       | Wettbewerb | Gruppenphase | Gruppenphase       | Gruppenphase | Gruppenphase | Achtelfinale  | Achtelfinale  | Viertelfinale | Viertelfinale | Halbfinale    | Halbfinale    | Finale        | Finale        | Rang |
| Athleten       | Wettbewerb | Gegner       | Ergebnis           | Punkte       | Rang         | Gegner        | Ergebnis      | Gegner        | Ergebnis      | Gegner        | Ergebnis      | Gegner        | Ergebnis      | Rang |
| -------------- | ---------- | ------------ | ------------------ | ------------ | ------------ | ------------- | ------------- | ------------- | ------------- | ------------- | ------------- | ------------- | ------------- | ---- |
| Männer         |            |              |                    |              |              |               |               |               |               |               |               |               |               |      |
| Kalle Koljonen | Einzel     | L. Wraber    | 2:0 (21:13, 21:17) | 64:72        | 2            | ausgeschieden | ausgeschieden | ausgeschieden | ausgeschieden | ausgeschieden | ausgeschieden | ausgeschieden | ausgeschieden | 15   |
| Kalle Koljonen | Einzel     | V. Axelsen   | 0:2 (9:21, 13:21)  | 64:72        | 2            | ausgeschieden | ausgeschieden | ausgeschieden | ausgeschieden | ausgeschieden | ausgeschieden | ausgeschieden | ausgeschieden | 15   |

### Bogenschießen
| Athleten       | Wettbewerb | Qualifikation | Qualifikation | 1. Runde              | 1. Runde | 2. Runde      | 2. Runde      | Achtelfinale  | Achtelfinale  | Viertelfinale | Viertelfinale | Halbfinale    | Halbfinale    | Finale        | Finale        | Rang |
| Athleten       | Wettbewerb | Ringe         | Rang          | Gegner                | Ergebnis | Gegner        | Ergebnis      | Gegner        | Ergebnis      | Gegner        | Ergebnis      | Gegner        | Ergebnis      | Gegner        | Ergebnis      | Rang |
| -------------- | ---------- | ------------- | ------------- | --------------------- | -------- | ------------- | ------------- | ------------- | ------------- | ------------- | ------------- | ------------- | ------------- | ------------- | ------------- | ---- |
| Männer         |            |               |               |                       |          |               |               |               |               |               |               |               |               |               |               |      |
| Antti Vikström | Einzel     | 649           | 45            | Khairul Anuar Mohamad | 5:6      | ausgeschieden | ausgeschieden | ausgeschieden | ausgeschieden | ausgeschieden | ausgeschieden | ausgeschieden | ausgeschieden | ausgeschieden | ausgeschieden | 33   |

### Boxen
| Athleten      | Wettbewerb              | 1. Runde      | 1. Runde | Achtelfinale | Achtelfinale | Viertelfinale | Viertelfinale | Halbfinale  | Halbfinale | Finale        | Finale        | Rang   |
| Athleten      | Wettbewerb              | Gegner        | Ergebnis | Gegner       | Ergebnis     | Gegner        | Ergebnis      | Gegner      | Ergebnis   | Gegner        | Ergebnis      | Rang   |
| ------------- | ----------------------- | ------------- | -------- | ------------ | ------------ | ------------- | ------------- | ----------- | ---------- | ------------- | ------------- | ------ |
| Frauen        |                         |               |          |              |              |               |               |             |            |               |               |        |
| Mira Potkonen | Leichtgewicht bis 60 kg | M. Hamadouche | 3:1      | Oh Y.-j.     | 4:1          | E. Yıldız     | 3:2           | B. Ferreira | 0:5        | ausgeschieden | ausgeschieden | Bronze |

### Golf
| Athleten        | Runde 1 | Runde 2 | Runde 3 | Runde 4 | Gesamt | Par | Rang |
| --------------- | ------- | ------- | ------- | ------- | ------ | --- | ---- |
| Frauen          |         |         |         |         |        |     |      |
| Matilda Castren | 68      | 70      | 68      | 70      | 276    | −8  | 18   |
| Sanna Nuutinen  | 70      | 68      | 69      | 70      | 277    | −7  | 20   |
| Männer          |         |         |         |         |        |     |      |
| Kalle Samooja   | 75      | 68      | 70      | 67      | 280    | −4  | 45   |
| Sami Välimäki   | 70      | 70      | 68      | 67      | 275    | −9  | 27   |

### Leichtathletik
Laufen und Gehen 
| Athleten            | Wettbewerb       | Runde 1     | Runde 1 | Halbfinale    | Halbfinale    | Finale        | Finale        | Rang          |
| Athleten            | Wettbewerb       | Zeit        | Rang    | Zeit          | Rang          | Zeit          | Rang          | Rang          |
| ------------------- | ---------------- | ----------- | ------- | ------------- | ------------- | ------------- | ------------- | ------------- |
| Frauen              |                  |             |         |               |               |               |               |               |
| Sara Kuivisto       | 800 m            | 2:00,15 min | 4       | 1:59,41 min   | 6             | ausgeschieden | ausgeschieden | ausgeschieden |
| Sara Kuivisto       | 1500 m           | 4:04,10 min | 11      | 4:02,35 min   | 7             | ausgeschieden | ausgeschieden | ausgeschieden |
| Reetta Hurske       | 100 m Hürden     | 13,10 s     | 6       | ausgeschieden | ausgeschieden | ausgeschieden | ausgeschieden | ausgeschieden |
| Annimari Korte      | 100 m Hürden     | 13,06 s     | 5       | ausgeschieden | ausgeschieden | ausgeschieden | ausgeschieden | ausgeschieden |
| Viivi Lehikoinen    | 400 m Hürden     | 55,67 s     | 5       | ausgeschieden | ausgeschieden | ausgeschieden | ausgeschieden | ausgeschieden |
| Männer              |                  |             |         |               |               |               |               |               |
| Elmo Lakka          | 110 m Hürden     | 13,48 s     | 5       | 13,67 s       | 7             | ausgeschieden | ausgeschieden | ausgeschieden |
| Topi Raitanen       | 3000 m Hindernis | 8:19,17 min | 2       | —             | —             | 8:17,44 min   | 8             | 8             |
| Jarkko Kinnunen     | 50 km Gehen      | —           | —       | —             | —             | 4:04,28 h     | 26            | 26            |
| Aleksi Ojala        | 50 km Gehen      | —           | —       | —             | —             | 4:14,02 h     | 38            | 38            |
| Veli-Matti Partanen | 50 km Gehen      | —           | —       | —             | —             | 3:52,39 h     | 9             | 9             |

 Springen und Werfen 
| Athleten         | Wettbewerb     | Qualifikation | Qualifikation | Finale        | Finale        | Rang          |
| Athleten         | Wettbewerb     | Weite/Höhe    | Rang          | Weite/Höhe    | Rang          | Rang          |
| ---------------- | -------------- | ------------- | ------------- | ------------- | ------------- | ------------- |
| Frauen           |                |               |               |               |               |               |
| Ella Junnila     | Hochsprung     | 1,86 m        | 23            | ausgeschieden | ausgeschieden | 23            |
| Kristiina Mäkelä | Dreisprung     | 14,21 m       | 12            | 14,17 m       | 11            | 11            |
| Senni Salminen   | Dreisprung     | 14,20 m       | 14            | ausgeschieden | ausgeschieden | 14            |
| Wilma Murto      | Stabhochsprung | 4,55 m        | 8             | 4,50 m        | 5             | 5             |
| Elina Lampela    | Stabhochsprung | ogV           | ogV           | ausgeschieden | ausgeschieden | ausgeschieden |
| Silja Kosonen    | Hammerwurf     | 70,49 m       | 14            | ausgeschieden | ausgeschieden | 14            |
| Krista Tervo     | Hammerwurf     | ogV           | ogV           | ausgeschieden | ausgeschieden | ausgeschieden |
| Männer           |                |               |               |               |               |               |
| Kristian Pulli   | Weitsprung     | 7,96 m        | 12            | 7,92 m        | 9             | 9             |
| Oliver Helander  | Speerwurf      | 78,81 m       | 17            | ausgeschieden | ausgeschieden | 17            |
| Lassi Etelätalo  | Speerwurf      | 84,50 m       | 5             | 83,28 m       | 8             | 8             |
| Toni Kuusela     | Speerwurf      | 76,96 m       | 26            | ausgeschieden | ausgeschieden | 27            |

 Mehrkampf 
| Athletinnen        | 100 m Hürden | 100 m Hürden | Hochsprung | Hochsprung | Kugelstoßen | Kugelstoßen | 200 m   | 200 m  | Weitsprung | Weitsprung | Speerwurf | Speerwurf | 800 m       | 800 m  | Punkte | Rang |
| Athletinnen        | Zeit         | Punkte       | Höhe       | Punkte     | Weite       | Punkte      | Zeit    | Punkte | Weite      | Punkte     | Weite     | Punkte    | Zeit        | Punkte | Punkte | Rang |
| ------------------ | ------------ | ------------ | ---------- | ---------- | ----------- | ----------- | ------- | ------ | ---------- | ---------- | --------- | --------- | ----------- | ------ | ------ | ---- |
| Siebenkampf Frauen |              |              |            |            |             |             |         |        |            |            |           |           |             |        |        |      |
| Maria Huntington   | 13,20 s      | 1094         | 1,80 m     | 978        | 12,49 m     | 694         | 24,50 s | 933    | 6,10 m     | 880        | 42,91 m   | 723       | 2:19,28 min | 833    | 6135   | 17   |

### Reiten

#### Dressurreiten
| Athleten                      | Wettbewerb | Prozent    | Prozent       | Prozent       | Prozent       | Rang |
| Athleten                      | Wettbewerb | Grand Prix | GP Spécial    | Durchschnitt  | GP Kür        | Rang |
| ----------------------------- | ---------- | ---------- | ------------- | ------------- | ------------- | ---- |
| Henri Ruoste mit Kontestro DB | Einzel     | 64,674 %   | ausgeschieden | ausgeschieden | ausgeschieden | 52   |

### Ringen

#### Griechisch-römischer Stil
Legende: G = Gewonnen, V = Verloren, S = Schultersieg
| Athleten        | Wettbewerb        | Achtelfinale | Achtelfinale | Viertelfinale | Viertelfinale | Halbfinale    | Halbfinale    | Hoffnungsrunde Halbfinale | Hoffnungsrunde Halbfinale | Hoffnungsrunde Finale | Hoffnungsrunde Finale | Finale        | Finale        | Rang |
| Athleten        | Wettbewerb        | Gegner       | Ergebnis     | Gegner        | Ergebnis      | Gegner        | Ergebnis      | Gegner                    | Ergebnis                  | Gegner                | Ergebnis              | Gegner        | Ergebnis      | Rang |
| --------------- | ----------------- | ------------ | ------------ | ------------- | ------------- | ------------- | ------------- | ------------------------- | ------------------------- | --------------------- | --------------------- | ------------- | ------------- | ---- |
| Männer          |                   |              |              |               |               |               |               |                           |                           |                       |                       |               |               |      |
| Arvi Savolainen | Klasse bis 97 kg  | G. Rosillo   | G 3:1        | A. Aleksanjan | V 1:5         | ausgeschieden | ausgeschieden | Ü. Dschussupbekow         | G 4:1                     | M. Saravi             | V 2:9                 | ausgeschieden | ausgeschieden | 5    |
| Elias Kuosmanen | Klasse bis 130 kg | I. Kadschaia | V 0:9S       | ausgeschieden | ausgeschieden | ausgeschieden | ausgeschieden | S. Semjonow               | V 0:11                    | ausgeschieden         | ausgeschieden         | ausgeschieden | ausgeschieden | 16   |

### Schießen
| Athleten            | Wettbewerb | Qualifikation   | Qualifikation | Finale          | Finale        | Ringe/ Scheiben | Rang |
| Athleten            | Wettbewerb | Ringe/ Scheiben | Rang          | Ringe/ Scheiben | Rang          | Ringe/ Scheiben | Rang |
| ------------------- | ---------- | --------------- | ------------- | --------------- | ------------- | --------------- | ---- |
| Frauen              |            |                 |               |                 |               |                 |      |
| Satu Mäkelä-Nummela | Trap       | 113             | 24            | ausgeschieden   | ausgeschieden | 113             | 24   |
| Männer              |            |                 |               |                 |               |                 |      |
| Eetu Kallioinen     | Skeet      | 123             | 3             | 36              | 4             | 159             | 4    |
| Lari Pesonen        | Skeet      | 114             | 28            | ausgeschieden   | ausgeschieden | 114             | 28   |

### Schwimmen
| Athleten            | Wettbewerb     | Vorlauf        | Vorlauf | Halbfinale    | Halbfinale    | Finale        | Finale        | Rang   |
| Athleten            | Wettbewerb     | Zeit           | Rang    | Zeit          | Rang          | Zeit          | Rang          | Rang   |
| ------------------- | -------------- | -------------- | ------- | ------------- | ------------- | ------------- | ------------- | ------ |
| Frauen              |                |                |         |               |               |               |               |        |
| Fanny Teijonsalo    | 50 m Freistil  | 24,79 s        | 17      | 24,91 s       | 15            | ausgeschieden | ausgeschieden | 15     |
| Fanny Teijonsalo    | 100 m Freistil | 54,69 s        | 23      | ausgeschieden | ausgeschieden | ausgeschieden | ausgeschieden | 23     |
| Ida Hulkko          | 100 m Brust    | 1:06,19 min NR | 7       | 1:07,02 min   | 12            | ausgeschieden | ausgeschieden | 12     |
| Mimosa Jallow       | 100 m Rücken   | 1:00,06 min NR | 17      | ausgeschieden | ausgeschieden | ausgeschieden | ausgeschieden | 17     |
| Männer              |                |                |         |               |               |               |               |        |
| Ari-Pekka Liukkonen | 50 m Freistil  | 22,25 s        | 26      | ausgeschieden | ausgeschieden | ausgeschieden | ausgeschieden | 26     |
| Ari-Pekka Liukkonen | 100 m Freistil | 50,48 s        | 46      | ausgeschieden | ausgeschieden | ausgeschieden | ausgeschieden | 46     |
| Matti Mattsson      | 100 m Brust    | 1:00,02 min    | 21      | ausgeschieden | ausgeschieden | ausgeschieden | ausgeschieden | 21     |
| Matti Mattsson      | 200 m Brust    | 2:08,44 min    | 3       | 2:08,22 min   | 5             | 2:07,13 min   | 3             | Bronze |

### Segeln
| Athleten                      | Wettbewerb      | Qualifikation | Qualifikation | Medal Race    | Medal Race    | Punkte | Rang |
| Athleten                      | Wettbewerb      | Punkte        | Rang          | Punkte        | Rang          | Punkte | Rang |
| ----------------------------- | --------------- | ------------- | ------------- | ------------- | ------------- | ------ | ---- |
| Frauen                        |                 |               |               |               |               |        |      |
| Tuuli Petäjä                  | Windsurfen RS:X | 130           | 14            | ausgeschieden | ausgeschieden | 130    | 14   |
| Tuula Tenkanen                | Laser Radial    | 87            | 7             | 8             | 4             | 95     | 5    |
| Männer                        |                 |               |               |               |               |        |      |
| Kaarle Tapper                 | Laser           | 93            | 10            | 16            | 8             | 109    | 9    |
| Mixed                         |                 |               |               |               |               |        |      |
| Sinem Kurtbay Akseli Keskinen | Nacra 17        | 131           | 13            | ausgeschieden | ausgeschieden | 131    | 13   |

### Skateboard
| Athleten       | Wettbewerb | Qualifikation | Qualifikation | Finale        | Finale        | Rang |
| Athleten       | Wettbewerb | Punkte        | Rang          | Punkte        | Rang          | Rang |
| -------------- | ---------- | ------------- | ------------- | ------------- | ------------- | ---- |
| Frauen         |            |               |               |               |               |      |
| Lizzie Armanto | Park       | 30,01         | 14            | ausgeschieden | ausgeschieden | 14   |